# Bohepilissus nitidus
Bohepilissus nitidus là một loài bọ cánh cứng trong họ Bọ hung (Scarabaeidae).